# Amaya
Amaya je webový klient pro platformy Linux, Windows a Mac OS X, který pracuje jako prohlížeč a současně jako autorský nástroj. Program byl navržen organizacemi W3C a INRIA s primárním cílem demonstrovat nové webové technologie a pomoci uživatelům vytvářet platné webové stránky. S programem Amaya můžete vytvářet webové stránky obsahující formuláře, tabulky a mnoho dalších prvků jazyka XHTML. Můžete vytvářet a upravovat matematické výrazy přímo na webové stránce pomocí jazyka MathML. Můžete též měnit vzhled stránky pomocí jazyka kaskádových stylů (CSS) a vkládat vektorovou grafiku ve formátu SVG.